# Opicinai villamos

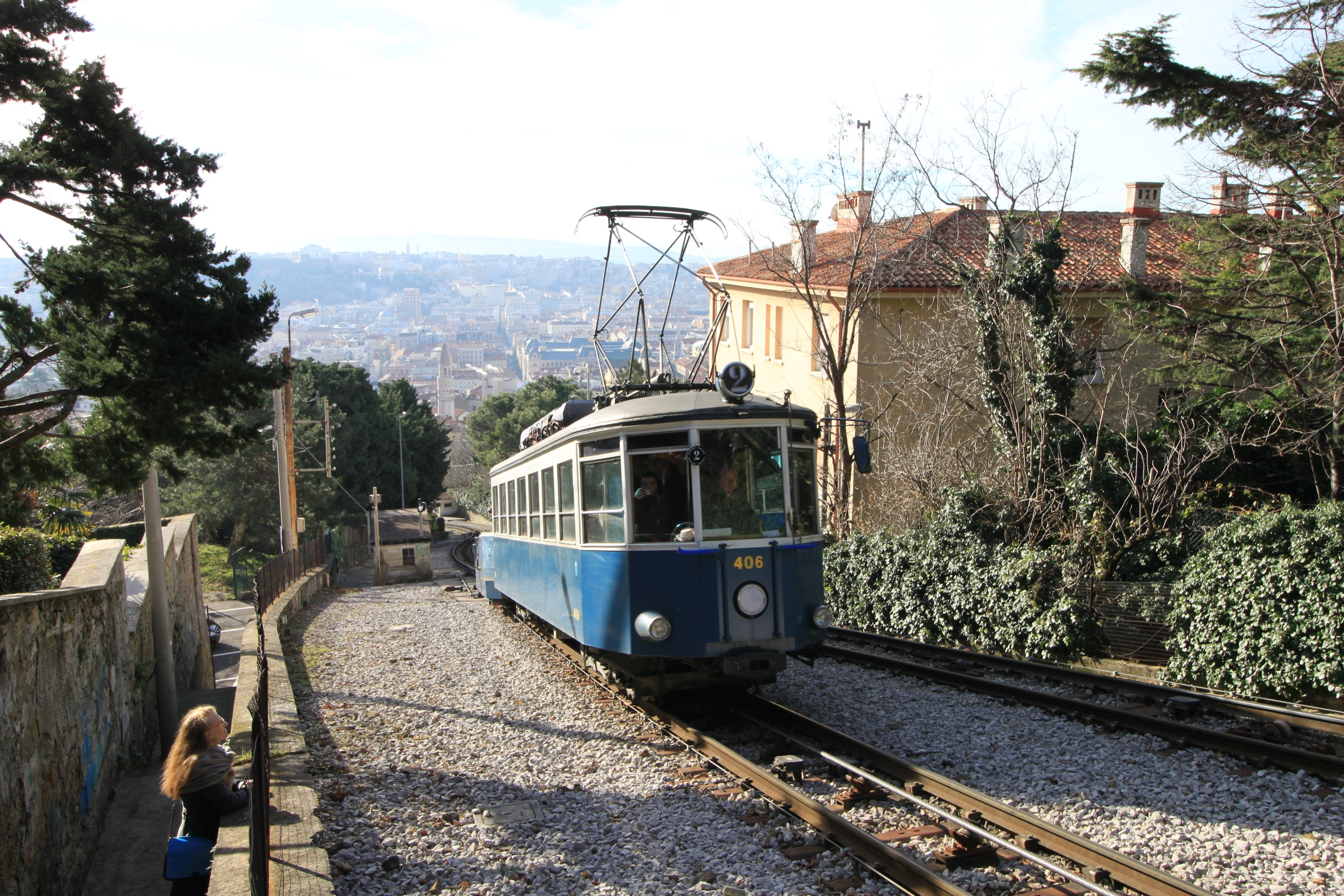
Opicinai villamos a siklóvontatóval Sant' Anastasio megállónál

Az olaszországi Trieszt városában található Opicinai villamosvonal (olaszul: Tranvia di Opicina, trieszti dialektusban: Tram de Opcina) a hagyományos villamosüzem és a sikló szokatlan összeházasításának érdekes és a világon egyedülállóként fennmaradt példája. A trieszti közlekedési társaság üzemeltetésében lévő 5,2 km hosszú villamosvonal a városközponttól északra található Piazza Dalmazia-t köti össze a hegyekben lévő, szlovén határ melletti Villa Opicina faluval.
Felújítás miatt a villamos forgalmát 2012-től 2014-ig szüneteltették. 2016. augusztus 16-án két motorkocsi összeütközött, a közlekedtetését határozatlan időre ismét beszüntették. A károkat kijavították, azonban korszerűsítési munkákra hivatkozva az újranyítására sokáig várni kellett. 2022-ben indultak el a villamosok próbaüzeme, majd az ANSFISA (magyarul: Olasz Nemzeti Vasúti, Közúti és Autópálya Infrastruktúra Biztonsági Ügynökség) engedélye után 2025. február 1-én a vonalat ismét megnyitották a nagyközönség előtt.
A villamosok az 5,2 km-es viszonylat legnagyobb részén hagyományosan, a 17 méter tengerszint-feletti magasságban lévő Piazza Scorcola és a 177 méter magasan fekvő Vetta Scorcola megálló közötti 799 méteres szakaszon pedig sikló üzemben közlekednek. Ezt a 160 méteres szintkülönbséget egy speciális siklómozdony-pár segítségével küzdik le.

## Története
A villamos vonalat 1902-ben adták át. A hagyományos kéttengelyű villamoskocsikat ebben az időben fogaskerekű motorkocsik vontatták fel a meredek szakaszon, majd 1928-ban a fogaskerekű szakaszt siklóüzeműre építették át. A kéttengelyes kocsik 1935-ig közlekedtek, majd új forgóvázas villamosokra váltották le őket. Az 1906-ban átadott Villa Opicina és Villa Opicina vasútállomás közti 1,2 km-es szakaszt 1938-ban bezárták. A közel 60 éve magánkézben lévő villamosvonal 1961-ben Trieszt város tulajdonába került. A pályát többször korszerűsítették, legutoljára 2005-ben, illetve 2006-ban. 2005-ben a siklómozdonyokat a villamoskocsikból távvezérelhető változatra cserélték le.  Villamos flottája még az 1935-ben, valamint 1942-ben beszerzett 6 darab motorkocsiból áll. Ezen kívül két eredeti, 1902-es kéttengelyes kocsi is fennmaradt.

## Járművek

### Villamoskocsik
A vonalon 6 db acélvázas, négytengelyes, forgóvázas motorkocsikocsi közlekedik 401, 402, illetve 404-407-es pályaszámokkal. A 401-405-ös pályaszámú kocsikat 1935-ben az olaszolszági Officine Meccaniche Stanga gyártotta, az elektromos berendezéseket a Tecnomasio Italiano Brown Boveri társaság szállította. A világháborús alapanyag-hiány miatt a belső terében kisebb eltérésekkel, de műszakilag az 1935-össel megegyező, 406 és 407-es pályaszámú motorkocsikat 1942-ben gyártották le. A 403-as pályaszámú kocsit egy baleset miatt leselejtezték.
Mindegyik kocsi 13,37 méter hosszú, 2,5 méter széles és 3,45 méter magas, 50 ülőhellyel, összesen 120 főnyi férőhellyel. A 600 voltos egyenáram-meghajtású kocsi négy 25 kilowatt teljesítményű motorral rendelkezik, végsebessége 35 km/h.
Az eredeti 1902-es favázas, kéttengelyes kocsikból két darab maradt meg: az eredetileg 1-es pályaszámú kocsit 1902-ben építették a gráci Grazen Union Fabrik gyárban. Az elektromos berendezéseket az Österreichische Union Elektrizitäts Gesellschaft szállította. A négyszázas sorozatú kocsik érkezésével átszámozták egyesről 411-esre. 1992-ben helyreállították eredeti állapotába és nosztalgiajáratként üzemel. A másik, 6-os pályaszámú kocsit is restaurálták és a trieszti közlekedési múzeumban állították ki.

### Siklómozdonyok
A pálya siklóüzemi szakaszán acélkábelre szerelt „siklómozdony-pár”, vagy más néven kábeles vontatók találhatók (olaszul: carro scudo). Amikor a villamos ezen a pályaszakaszon halad felfelé vagy lefelé, rácsatlakozik a siklóra, majd a sínpár közötti görgőkkel megvezetett kábel felhúzza, illetve leereszti a villamoskocsit a siklóberendezéssel együtt.
A kábeles vontatókból három generáció is ismert: az elsőt 1928-ban gyártották, amely egy 4,7 méter hosszú, hasábra hasonlító berendezés volt. Ezeket 1978-ban cserélték le egy 4,98 méter hosszú, középen vezérlőfülkével ellátott vontatókocsi-párra. A harmadik generációt 2005-ben helyezték üzembe. Ennél a típusnál már nem volt szükség vezetőfülkére, mivel ezt már a villamosvezető irányítja távvezérléssel.

## Képgaléria

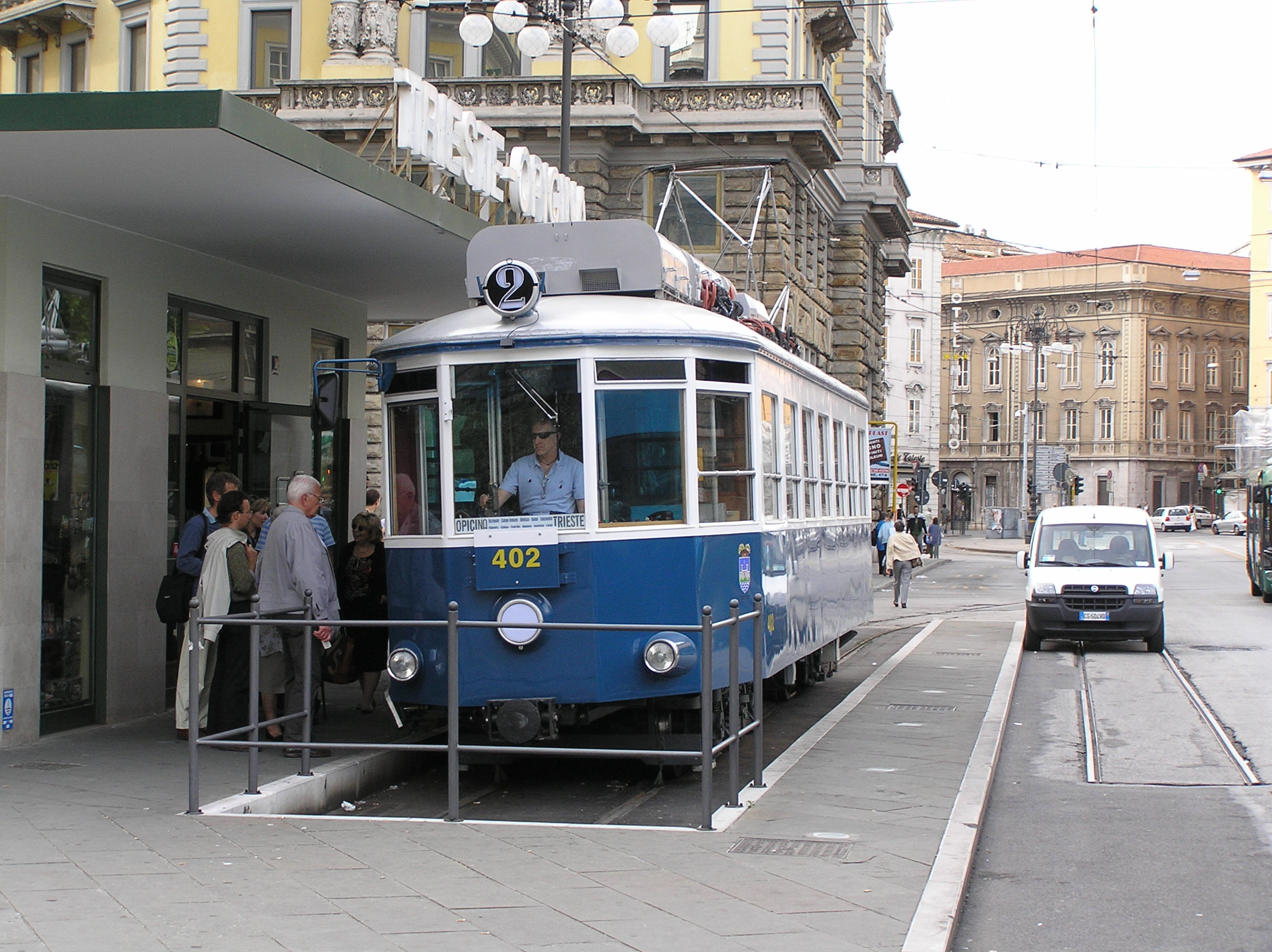
402-es pályaszámú villamos a Piazza Oberdan végállomáson
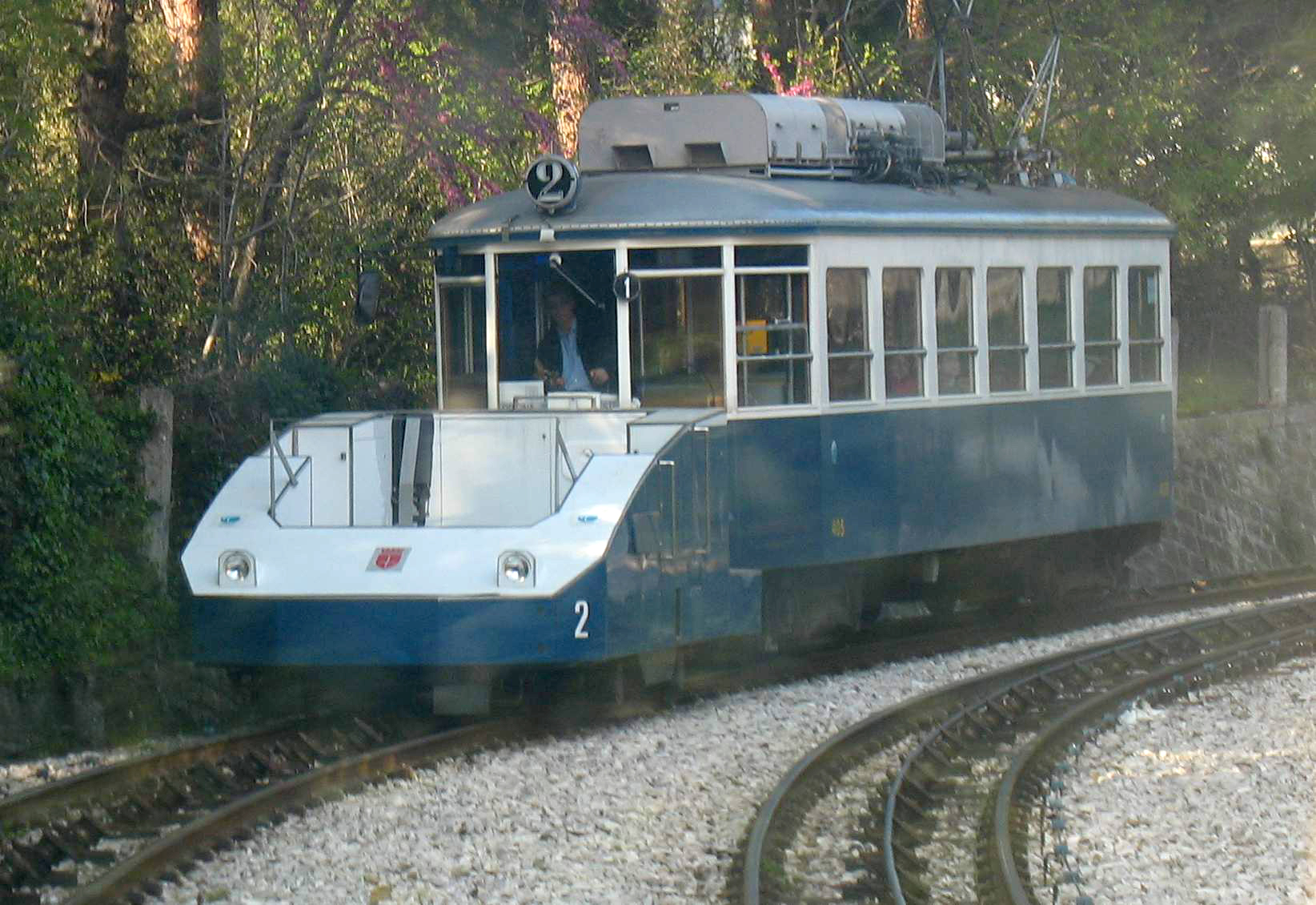
2005-ben üzembe helyezett távvezérelhető siklóvontató
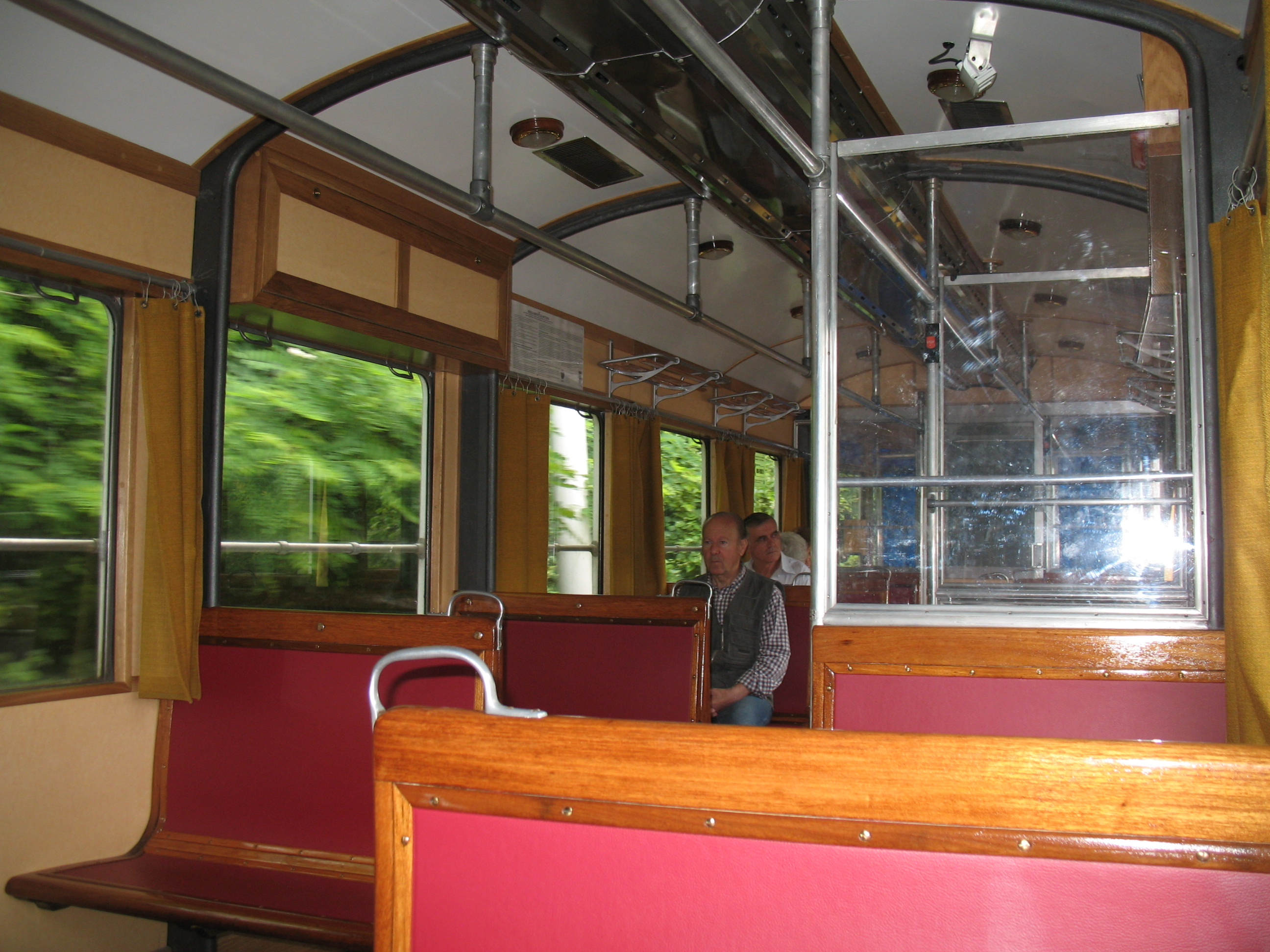
Az acélvázas villamoskocsi belülről

## Fordítás
- Ez a szócikk részben vagy egészben  az   Opicina_Tramway című angol Wikipédia-szócikk fordításán alapul.  Az eredeti cikk szerkesztőit annak laptörténete sorolja fel. Ez a jelzés csupán a megfogalmazás eredetét és a szerzői jogokat jelzi, nem szolgál a cikkben szereplő információk forrásmegjelöléseként.
- Ez a szócikk részben vagy egészben  a   Tranvia di Opicina című német Wikipédia-szócikk fordításán alapul.  Az eredeti cikk szerkesztőit annak laptörténete sorolja fel. Ez a jelzés csupán a megfogalmazás eredetét és a szerzői jogokat jelzi, nem szolgál a cikkben szereplő információk forrásmegjelöléseként.